# Draupnir
Draupnir é o anel mágico feito pelos anões mestres-ferreiros, Brokk e Eitri, um dos presentes maravilhosos oferecidos a Óðinn (Odin). Draupnir significa “gotejador”, o que se explica pela sua virtude de aumentar as riquezas daquele que o possui, multiplicando-se por nove a cada nove dias.
Foi posto por Óðinn na pira funerária de Balder, pois o deus foi aconselhado por Jörð a se livrar do anel. Este causou o ciclo da maldição do ouro, explorado particularmente por Wagner em sua tetralogia Der Ring des Nibelungen (“O Anel do Nibelungo”). Na Edda poética e nas sagas, é o tesouro dos Niflungar (Nibelungos), responsável por este ciclo de maldições que afetou principalmente a casa real dos Burgundios.